# Centistes hansoni
Centistes hansoni  (лат.) — вид паразитических наездников из семейства Braconidae. Центральная Америка: Коста-Рика.

## Описание
Длина самок от 1,7 до 2,1 мм (самцы 1,4 мм). Основная окраска тела коричневая; клипеус, скапус, проплеврон груди и ноги жёлтые. Усики самок тонкие, нитевидные, состоят из 20—21 члеников (18 у самцов). Длина переднего крыла самок от 2,3 до 2,8 мм (2 мм у самцов). Первый брюшной тергит стебельчатый (петиоль короткий). Нижнегубные щупики состоят из 3 сегментов. Предположительно, как и другие виды рода паразитируют на жуках. Вид был впервые описан в 2017 году американскими энтомологами Helmuth Aguirre, Scott Richard Shaw (University of Wyoming, Department of Ecosystem Science and Management, Laramie, Вайоминг, США) и Luis Felipe Ventura De Almeida (Universidade Federal de São Carlos, Departamento de Ecologia e Biologia Evolutiva, São Carlos, Бразилия). Вид был назван в честь  британского гименоптеролога Пола Хансона (Dr Paul Hanson), одного из пионеров исследования фауны перепончатокрылых насекомых Коста-Рики.